# Список дипломатических и консульских представительств в России
В данном списке представлена информация о дипломатических и консульских представительствах иностранных государств в Российской Федерации. В столице, городе Москве, располагаются 145 представительств иностранных государств, включая представительства частично признанных государств Абхазия и Южная Осетия. В  Санкт-Петербурге располагаются консульские представительства 56 международно признанных государств. В остальных городах располагается 133 консульских и дипломатических представительства. Так, в Екатеринбурге располагается 28 консульских и дипломатических представительств, во Владивостоке — 19, в Казани и Калининграде — по 12, Новосибирске — 9, в Нижнем Новгороде —  8, в Ростове-на-Дону — 7, в Краснодаре — 6, в Иркутске — 5, в Астрахани, Мурманске, Сочи, Хабаровске — по 4, в Новороссийске и Южно-Сахалинске — по 3, в Красноярске, Омске, Пскове, Самаре, Смоленске, Тюмени, Уфе, Ханты-Мансийске — по 2, в Архангельске, Волгограде, Кызыле, Липецке, Магнитогорске, Находке, Новом Уренгое, Петрозаводске, Советске, Улан-Удэ, Череповце и Элисте, а также в Московской области — по одному представительству.
Больше всего представительств на территории Российской Федерации, за исключением представительств, расположенных в Москве или Санкт-Петербурге, имеет Белоруссия — 14, Италия — 8, Словакия — 7, Германия, Казахстан, Монголия, Франция, Китай и Южная Корея — по 5 представительств, Армения, Венгрия,  Киргизия, Китай и Таджикистан — по 4, Великобритания, Испания, Литва, Люксембург, Польша, Турция и Япония — по 3, Австрия, Вьетнам, Греция, Иран, Кипр, КНДР, Латвия, Норвегия, Словения, США, Туркменистан, Финляндия, Хорватия и Чехия — по 2, Абхазия, Австралия, Азербайджан, Бангладеш, Дания, Индия, Индонезия, Исландия, Канада, ДР Конго, Лаос, Македония, Нидерланды, Никарагуа, Новая Зеландия, Румыния, Сейшельские острова, Таиланд, Узбекистан, Филиппины, Чили, Эстония, Южная Осетия, ЮАР имеют по одному представительству. Украина имела 3 представительства до 2022 года (см. Российско-украинские отношения).
Кроме этого, в данном списке указаны дипломатические представительства иностранных государств, находящиеся в других странах, однако, чья юрисдикция распространяется также и на территорию Российской Федерации.

## Архангельск
| Изображение | Государство | Вид дипломатического представительства    | Адрес и район                             | Координаты                      | Официальный сайт                                          |
| ----------- | ----------- | ----------------------------------------- | ----------------------------------------- | ------------------------------- | --------------------------------------------------------- |
|             | Норвегия    | Почётное консульство Королевства Норвегия | Поморская улица, 16 (Ломоносовский округ) | 64°32′05″ с. ш. 40°31′38″ в. д. | Раздел почётного консульства на сайте посольства Норвегии |

## Астрахань
| Изображение | Государство  | Вид дипломатического представительства | Адрес и район                                | Координаты                      | Официальный сайт                                   |
| ----------- | ------------ | -------------------------------------- | -------------------------------------------- | ------------------------------- | -------------------------------------------------- |
|             | Иран         | Генеральное консульство Ирана          | Адмиралтейская улица, д.3 Кировский район    | 46°20′49″ с. ш. 48°01′28″ в. д. | Генеральное консульство Ирана (недоступная ссылка) |
|             | Казахстан    | Генеральное консульство Казахстана     | Акварельная улица, д.2Б Ленинский район      | 46°22′51″ с. ш. 48°03′34″ в. д. | Генеральное консульство Казахстана                 |
|             | Туркменистан | Консульство Туркменистана              | Первая Аршанская улица, д.11 Ленинский район | 46°22′52″ с. ш. 48°03′12″ в. д. | Консульство Туркменистана                          |
|             | Словакия     | Почётное консульство Словакии          | Московская улица, д.12 Кировский район       | 46°21′24″ с. ш. 48°02′34″ в. д. | Почётное консульство Словакии                      |

## Волгоград
| Изображение | Государство | Вид дипломатического представительства  | Адрес и район                                | Координаты                      | Официальный сайт             |
| ----------- | ----------- | --------------------------------------- | -------------------------------------------- | ------------------------------- | ---------------------------- |
|             | Армения     | Почётное консульство Республики Армения | Академическая улица, д.6 Ворошиловский район | 48°41′41″ с. ш. 44°29′55″ в. д. | Почётное консульство Армении |

## Владивосток
| Изображение | Государство      | Вид дипломатического представительства           | Адрес и район                                           | Координаты                       | Официальный сайт                                 |
| ----------- | ---------------- | ------------------------------------------------ | ------------------------------------------------------- | -------------------------------- | ------------------------------------------------ |
|             | Австралия        | Почётное консульство Австралии                   | Проспект Красного Знамени, д.3, каб.610 Ленинский район | 43°07′46″ с. ш. 131°53′19″ в. д. | Почётное консульство Австралии                   |
|             | Бангладеш        | Почётное консульство Бангладеш                   | Светланская улица, д.127А Ленинский район               | 43°06′48″ с. ш. 131°54′51″ в. д. | —                                                |
|             | Великобритания   | Почётное консульство Великобритании              | Светланская улица, д.9, офис 2 Ленинский район          | 43°07′00″ с. ш. 131°52′54″ в. д. | Почётное консульство Великобритании              |
|             | Вьетнам          | Генеральное консульство Вьетнама                 | Пушкинская улица, д.107, к.1 Ленинский район            | 43°06′50″ с. ш. 131°54′57″ в. д. | Генеральное консульство Вьетнама                 |
|             | Германия         | Почётное консульство Германии                    | Сельская улица, д.1 Первореченский район                | 43°07′49″ с. ш. 131°56′25″ в. д. | —                                                |
|             | Индия            | Генеральное консульство Индии                    | Верхнепортовая улица, д.46 Фрунзенский район            | 43°06′12″ с. ш. 131°52′09″ в. д. | Генеральное консульство Индии                    |
|             | Индонезия        | Почётное консульство Индонезии                   | Океанский проспект, д.15, корпус 3 Ленинский район      | 43°07′09″ с. ш. 131°53′11″ в. д. | —                                                |
|             | Канада           | Почётное консульство Канады                      | Верхнепортовая улица, д.46 Фрунзенский район            | 43°06′12″ с. ш. 131°52′09″ в. д. | Почётное консульство Канады                      |
|             | Китай            | Генеральное консульство Китая                    | Улица Всеволода Сибирцева, 59 Фрунзенский район         | 43°05′45″ с. ш. 131°51′53″ в. д. | Генерального консульство Китая                   |
|             | Республика Корея | Генеральное консульство Республики Корея         | Пологая улица, д.19 Ленинский район                     | 43°07′21″ с. ш. 131°52′51″ в. д. | Генеральное консульство Республики Корея         |
|             | Лаос             | Почётное консульство Лаоса                       | Улица Кирова, д.77 Советский район                      | 43°10′49″ с. ш. 131°54′37″ в. д. | —                                                |
|             | Новая Зеландия   | Почётное консульство Новой Зеландии              | Улица Станюковича, д.48/2, кв.10 Фрунзенский район      | 43°06′21″ с. ш. 131°52′15″ в. д. | —                                                |
|             | Словакия         | Почётное консульство Словакии                    | Верхнепортовая улица, д.46 Фрунзенский район            | 43°06′12″ с. ш. 131°52′09″ в. д. | —                                                |
|             | США              | Генеральное консульство США                      | Пушкинская улица, д.32 Ленинский район                  | 43°06′55″ с. ш. 131°54′33″ в. д. | Генеральное консульство США                      |
|             | Таиланд          | Почётное консульство Таиланда                    | Улица Щедрина, д.10 Ленинский район                     | 43°07′09″ с. ш. 131°54′14″ в. д. | Почётное консульство Таиланда                    |
|             | Филиппины        | Генеральное почётное консульство Филиппин        | Улица Адмирала Фокина, д.20 Ленинский район             | 43°07′00″ с. ш. 131°53′06″ в. д. | Генеральное почётное консульство Филиппин        |
|             | Чили             | Почётное консульство Чили                        | Улица Суханова, д.6В, офис 1 Ленинский район            | 43°07′01″ с. ш. 131°53′29″ в. д. | Почётное консульство Чили                        |
|             | Южная Осетия     | Почётное консульство Южной Осетии                | Улица Капитана Шефнера, д.2А, офис 404 Ленинский район  | 43°06′40″ с. ш. 131°55′00″ в. д. | Почётное консульство Южной Осетии                |
|             | ЮАР              | Почётное консульство Южно-Африканской Республики | Улица Постышева, д.7А Первореченский район              | 43°09′25″ с. ш. 131°54′51″ в. д. | Почётное консульство Южно-Африканской Республики |
|             | Япония           | Генеральное консульство Японии                   | Верхнепортовая улица, д.46 Фрунзенский район            | 43°06′12″ с. ш. 131°52′09″ в. д. | Генеральное консульство Японии                   |

## Екатеринбург
| Изображение | Государство         | Вид дипломатического представительства                | Адрес и район                                         | Координаты                      | Официальный сайт                                   |
| ----------- | ------------------- | ----------------------------------------------------- | ----------------------------------------------------- | ------------------------------- | -------------------------------------------------- |
|             | Австрия             | Почётное консульство Австрии                          | Улица Тургенева, д.16 Кировский район                 | 56°50′33″ с. ш. 60°36′51″ в. д. | Почётное консульство Австрии                       |
|             | Азербайджан         | Генеральное консульство Азербайджана                  | Улица Карла Либкнехта, д.5 Кировский район            | 56°50′11″ с. ш. 60°36′42″ в. д. | Генеральное консульство Азербайджана               |
|             | Армения             | Почётное консульство Армении                          | Улица Белинского, д.5 Ленинский район                 | 56°49′12″ с. ш. 60°37′04″ в. д. | Почётное консульство Армении                       |
|             | Беларусь            | Отделение посольства Белоруссии                       | Проспект Ленина, д.44 Кировский район                 | 56°50′20″ с. ш. 60°36′48″ в. д. | Отделение посольства Белоруссии                    |
|             | Болгария            | Консульство Республики Болгария                       | Улица Карла Либкнехта, д.22, офис 403 Кировский район | 56°50′26″ с. ш. 60°36′42″ в. д. | Консульство Республики Болгария                    |
|             | Великобритания      | Генеральное консульство Великобритании                | Улица Гоголя, д.15А Ленинский район                   | 56°50′01″ с. ш. 60°36′36″ в. д. | Генеральное консульство Великобритании             |
|             | Венгрия             | Генеральное консульство Венгрии                       | Улица Гоголя, д.15 Ленинский район                    | 56°50′01″ с. ш. 60°36′36″ в. д. | Генеральное консульство Венгрии                    |
|             | Венгрия             | Почётное консульство Венгрии                          | Улица Карла Маркса, д.12, офис 5 Ленинский район      | 56°49′48″ с. ш. 60°36′41″ в. д. | —                                                  |
|             | Вьетнам             | Генеральное консульство Вьетнама                      | Улица Карла Либкнехта, д.22, офис 411 Кировский район | 56°50′26″ с. ш. 60°36′43″ в. д. | Генеральное консульство Вьетнама                   |
|             | Германия            | Генеральное консульство Германии                      | Улица Куйбышева, д.44, офисы 503—504 Ленинский район  | 56°49′39″ с. ш. 60°36′56″ в. д. | Генеральное консульство Германии                   |
|             | Испания             | Почётное консульство Испании                          | Улица Челюскинцев, д.2, офис 112 Верх-Исетский район  | 56°50′29″ с. ш. 60°34′55″ в. д. | —                                                  |
|             | Италия              | Почётное консульство Италии                           | Улица Хохрякова, д.10, офис 1009 Ленинский район      | 56°50′08″ с. ш. 60°35′27″ в. д. | Почётное консульство Италии                        |
|             | Кипр                | Генеральное консульство Кипра                         | Улица Гоголя, д.15 Ленинский район                    | 56°50′01″ с. ш. 60°36′36″ в. д. | Генеральное консульство Кипра                      |
|             | Кыргызстан          | Генеральное консульство Киргизии                      | Улица Большакова, д.105 Ленинский район               | 56°48′59″ с. ш. 60°36′03″ в. д. | Генеральное консульство Киргизии                   |
|             | Китай               | Генеральное консульство Китая                         | Улица Чайковского, д.45 Ленинский район               | 56°48′45″ с. ш. 60°37′05″ в. д. | Генеральное консульство Китая                      |
|             | ДР Конго            | Почётное консульство Демократической Республики Конго | Улица Гоголя, д.15 Ленинский район                    | 56°50′01″ с. ш. 60°36′36″ в. д. | —                                                  |
|             | Республика Корея    | Почётное консульство Республики Корея                 | Улица Долорес Ибаррури, д.2Ю Верх-Исетский район      | 56°50′26″ с. ш. 60°34′12″ в. д. | —                                                  |
|             | Люксембург          | Почётное консульство Люксембурга                      | Северный переулок, д.5А Верх-Исетский район           | 56°50′31″ с. ш. 60°34′40″ в. д. | Почётное консульство Люксембурга                   |
|             | Монголия            | Почётное консульство Монголии                         | Улица Маршала Жукова, д.3 Верх-Исетский район         | 56°50′16″ с. ш. 60°35′24″ в. д. | Почётное консульство Монголии                      |
|             | Никарагуа           | Почётное консульство Никарагуа                        | Улица Тимирязева, д.11 Кировский район                | 56°50′37″ с. ш. 60°38′21″ в. д. | —                                                  |
|             | Сейшельские Острова | Почётное консульство Сейшельских Островов             | Улица Радищева, д.6А Ленинский район                  | 56°49′52″ с. ш. 60°35′54″ в. д. | —                                                  |
|             | Словакия            | Почётное консульство Словакии                         | Улица Кирова, д.28 Верх-Исетский район                | 56°50′23″ с. ш. 60°33′19″ в. д. | Почётное консульство Словакии (недоступная ссылка) |
|             | США                 | Генеральное консульство США                           | Улица Гоголя, д.15 Ленинский район                    | 56°50′01″ с. ш. 60°36′36″ в. д. | Генеральное консульство США                        |
|             | Таджикистан         | Генеральное консульство Таджикистана                  | Гражданская улица, д.2 Железнодорожный район          | 56°51′09″ с. ш. 60°35′03″ в. д. | Генеральное консульство Таджикистана               |
|             | Турция              | Почётное консульство Турции                           | Улица Малышева, д.5 Верх-Исетский район               | 56°49′58″ с. ш. 60°34′55″ в. д. | —                                                  |
|             | Узбекистан          | Генеральное консульство Узбекистана                   | Улица Карла Либкнехта, д.22, офис 415 Кировский район | 56°50′26″ с. ш. 60°36′43″ в. д. | Генеральное консульство Узбекистана                |
|             | Украина             | Генеральное консульство Украины                       | Улица Гоголя, д.15 Ленинский район                    | 56°50′01″ с. ш. 60°36′36″ в. д. | Генеральное консульство Украины                    |
|             | Франция             | Генеральное консульство Франции                       | Улица Карла Либкнехта, д.22, офис 411 Кировский район | 56°50′26″ с. ш. 60°36′43″ в. д. | Генеральное консульство Франции                    |
|             | Чехия               | Генеральное консульство Чехии                         | Улица Гоголя, д.15 Ленинский район                    | 56°50′01″ с. ш. 60°36′36″ в. д. | Генеральное консульство Чехии                      |

## Иркутск
| Изображение | Государство      | Вид дипломатического представительства   | Адрес и район                               | Координаты                       | Официальный сайт                 |
| ----------- | ---------------- | ---------------------------------------- | ------------------------------------------- | -------------------------------- | -------------------------------- |
|             | Китай            | Генеральное консульство Китая            | Улица Карла Маркса, д.40 Октябрьский округ  | 52°17′29″ с. ш. 104°17′51″ в. д. | Генеральное консульство Китая    |
|             | Республика Корея | Генеральное консульство Республики Корея | Бульвар Гагарина, д.44 Октябрьский округ    | 52°16′56″ с. ш. 104°16′23″ в. д. | —                                |
|             | Литва            | Почётное консульство Литвы               | Байкальская улица, д.259В Октябрьский округ | 52°15′26″ с. ш. 104°21′23″ в. д. | Почётное консульство Литвы       |
|             | Монголия         | Генеральное консульство Монголии         | Улица Лапина, д.11 Октябрьский округ        | 52°16′47″ с. ш. 104°17′09″ в. д. | Генеральное консульство Монголии |
|             | Польша           | Генеральное консульство Польши           | Улица Сухэ-Батора, д.18 Октябрьский округ   | 52°16′59″ с. ш. 104°17′09″ в. д. | Генеральное консульство Польши   |

## Казань
| Изображение         | Государство        | Вид дипломатического представительства | Адрес и район                                   | Координаты                      | Официальный сайт                              |
| ------------------- | ------------------ | -------------------------------------- | ----------------------------------------------- | ------------------------------- | --------------------------------------------- |
|                     | Беларусь           | Отделение посольства Белоруссии        | Улица Карла Маркса, д.61 Вахитовский район      | 55°47′42″ с. ш. 49°08′15″ в. д. | Отделение посольства Белоруссии               |
|                     | Беларусь           | Почетное консульство Белоруссии        | Улица Павлюхина, д.57 Вахитовский район         | 55°46′27″ с. ш. 49°08′21″ в. д. | Почетное консульство Белоруссии               |
|                     | Венгрия            | Генеральное консульство Венгрии        | Спартаковская улица, д.6 Вахитовский район      | 55°46′41″ с. ш. 49°07′44″ в. д. | Генеральное консульство Венгрии               |
| Внешнее изображение | Иран               | Генеральное консульство Ирана          | Спартаковская улица, д.6 Вахитовский район      | 55°46′41″ с. ш. 49°07′44″ в. д. | Генеральное консульство Ирана                 |
| Внешнее изображение | Испания            | Почетное консульство Испании           | Улица Восстания, д.100 Московский район         | 55°50′00″ с. ш. 49°03′02″ в. д. | Почетное консульство Испании                  |
|                     | Казахстан          | Генеральное консульство Казахстана     | Улица Карла Маркса, д.8/13 Вахитовский район    | 55°47′49″ с. ш. 49°06′44″ в. д. | Генеральное консульство Казахстана            |
| Внешнее изображение | Китай              | Генеральное консульство Китая          | Подлужная ул., 21 Вахитовский район             | 55°46′41″ с. ш. 49°07′44″ в. д. | [ 1 ]                                         |
|                     | Северная Македония | Почетное консульство Македонии         | Площадь Свободы, д.1 Вахитовский район          | 55°47′55″ с. ш. 49°07′32″ в. д. | Почетное консульство Македонии                |
|                     | Туркменистан       | Генеральное консульство Туркменистана  | ул. Сибирский переулок, 6 Советский район       | 55°48′07″ с. ш. 49°10′24″ в. д. | Генеральное консульство Туркменистана         |
|                     | Турция             | Генеральное консульство Турции         | Улица Горького, д.23/27 Вахитовский район       | 55°47′38″ с. ш. 49°08′04″ в. д. | Генеральное консульство Турции                |
|                     | Узбекистан         | Генеральное консульство Узбекистана    | Улица Спартаковская, д.6 Вахитовский район      | 55°46′41″ с. ш. 49°07′44″ в. д. | Дипломатические представительства Узбекистана |
|                     | Франция            | Почетное консульство Франции           | Улица Владимира Кулагина, д.1 Приволжский район | 55°44′31″ с. ш. 49°08′26″ в. д. | Почетное консульство Франции                  |

## Калининград
| Изображение         | Государство | Вид дипломатического представительства           | Адрес и район                                    | Координаты                      | Официальный сайт                                 |
| ------------------- | ----------- | ------------------------------------------------ | ------------------------------------------------ | ------------------------------- | ------------------------------------------------ |
| Внешнее изображение | Армения     | Почётное консульство Армении                     | Улица Герцена, д.1Д Ленинградский район          | 54°44′46″ с. ш. 20°31′19″ в. д. | Почётное консульство Армении                     |
|                     | Беларусь    | Отделение посольства Белоруссии                  | Улица Дмитрия Донского, д.35А Центральный район  | 54°42′52″ с. ш. 20°28′14″ в. д. | Отделение посольства Белоруссии                  |
|                     | Германия    | Генеральное консульство Германии                 | ул. Тельмана, 14 Ленинградский район             | 54°43′49″ с. ш. 20°31′14″ в. д. | Генеральное консульство Германии                 |
|                     | Греция      | Почётное консульство Греции                      | Улица Кутузова, д.7 Центральный район            | 54°43′12″ с. ш. 20°28′14″ в. д. | Почётное консульство Греции                      |
| Внешнее изображение | Дания       | Почётное консульство Дании                       | Улица Черняховского, д.6 Ленинградский район     | 54°43′06″ с. ш. 20°30′12″ в. д. | Почётное консульство Дании                       |
| Внешнее изображение | Италия      | Почётное консульство Италии                      | Улица Черняховского, д.6 Ленинградский район     | 54°43′06″ с. ш. 20°30′12″ в. д. | Почётное консульство Италии                      |
|                     | Казахстан   | Почётное консульство Казахстана                  | Улица Литовский Вал, д.48—50 Ленинградский район | 54°42′46″ с. ш. 20°32′08″ в. д. | Почётное консульство Казахстана                  |
|                     | Латвия      | Канцелярия консульского отдела посольства Латвии | Улица Фридриха Энгельса, д.52А Центральный район | 54°43′18″ с. ш. 20°27′37″ в. д. | Канцелярия консульского отдела посольства Латвии |
|                     | Литва       | Генеральное консульство Литвы                    | Пролетарская улица, д.133 Ленинградский район    | 54°43′32″ с. ш. 20°30′50″ в. д. | Генеральное консульство Литвы                    |
|                     | Польша      | Генеральное консульство Польши                   | Улица Каштановая аллея, д.51 Центральный район   | 54°43′17″ с. ш. 20°27′51″ в. д. | Генеральное консульство Польши                   |
|                     | Таджикистан | Почётное консульство Таджикистана                | Проспект Мира, д.136 Центральный район           | 54°43′17″ с. ш. 20°27′08″ в. д. | Почётное консульство Таджикистана                |
|                     | Хорватия    | Почётное консульство Хорватии                    | Улица Дзержинского, д.244А Московский район      | 54°39′03″ с. ш. 20°32′32″ в. д. | Почётное консульство Хорватии                    |

## Краснодар
| Изображение         | Государство | Вид дипломатического представительства  | Адрес и район                                                 | Координаты                      | Официальный сайт                        |
| ------------------- | ----------- | --------------------------------------- | ------------------------------------------------------------- | ------------------------------- | --------------------------------------- |
|                     | Беларусь    | Почётное консульство Белоруссии         | Майский Туапсинский район Санаторий «Белая Русь»              | 44°10′14″ с. ш. 38°57′25″ в. д. | Почётное консульство Белоруссии         |
|                     | Германия    | Почётное консульство Германия           | Мирный проезд, д.16 Западный внутригородской округ            | 45°04′08″ с. ш. 38°53′36″ в. д. | —                                       |
| Внешнее изображение | Италия      | Почётное генеральное консульство Италии | Красная улица, д. 81 Западный внутригородской округ           | 45°01′52″ с. ш. 38°58′21″ в. д. | Почётное генеральное консульство Италии |
|                     | Кипр        | Генеральное консульство Кипра           | Улица Красных Партизан, д. 521 Западный внутригородской округ | 45°02′59″ с. ш. 38°58′00″ в. д. | Генеральное консульство Республики Кипр |
| Внешнее изображение | Кыргызстан  | Почётное консульство Киргизии           | Улица Головатого, д.313А Западный внутригородской округ       | 45°02′22″ с. ш. 38°58′17″ в. д. | Почётное консульство Киргизии           |
|                     | Таджикистан | Почётное консульство Таджикистана       | Улица 40 лет Победы, д.94 Прикубанский округ                  | 45°03′18″ с. ш. 39°00′35″ в. д. | Почётное консульство Таджикистана       |

## Красноярск
| Изображение | Государство | Вид дипломатического представительства | Адрес и район                            | Координаты                      | Официальный сайт                |
| ----------- | ----------- | -------------------------------------- | ---------------------------------------- | ------------------------------- | ------------------------------- |
|             | Беларусь    | Отделение посольства Белоруссии        | Проспект Мира, д.3 Центральный район     | 56°00′44″ с. ш. 92°53′32″ в. д. | Отделение посольства Белоруссии |
|             | Словакия    | Почётное консульство Словакии          | Улица Урицкого, д.124Б Центральный район | 56°00′31″ с. ш. 92°51′28″ в. д. | Почётное консульство Словакии   |

## Кызыл
| Изображение | Государство | Вид дипломатического представительства | Адрес и район                | Координаты                      | Официальный сайт |
| ----------- | ----------- | -------------------------------------- | ---------------------------- | ------------------------------- | ---------------- |
|             | Монголия    | Генеральное консульство Монголии       | Интернациональная улица, д.9 | 51°43′20″ с. ш. 94°26′53″ в. д. | —                |

## Липецк
| Изображение         | Государство | Вид дипломатического представительства | Адрес и район                                                                                        | Координаты                      | Официальный сайт            |
| ------------------- | ----------- | -------------------------------------- | --- | ------------------------------- | --------------------------- |
| Внешнее изображение | Италия      | Почётное консульство Италии            | Особая экономическая зона «Липецк», административно-деловой центр Матырский район Левобережный округ | 52°31′01″ с. ш. 39°48′07″ в. д. | Почётное консульство Италии |

## Мурманск
| Изображение | Государство | Вид дипломатического представительства       | Адрес и район                                 | Координаты                      | Официальный сайт                             |
| ----------- | ----------- | -------------------------------------------- | --------------------------------------------- | ------------------------------- | -------------------------------------------- |
|             | Беларусь    | Почётное консульство Белоруссии              | Улица Софьи Перовской, д.10 Октябрьский округ | 68°58′07″ с. ш. 33°04′47″ в. д. | Почётное консульство Белоруссии              |
|             | Исландия    | Почётное консульство Исландии                | Проспект Ленина, д.65 Октябрьский округ       | 68°58′02″ с. ш. 33°04′29″ в. д. | Почётное консульство Исландии                |
|             | Норвегия    | Генеральное консульство Норвегии             | Улица Капитана Таран, д.25 Октябрьский округ  | 68°58′07″ с. ш. 33°04′57″ в. д. | Генеральное консульство Норвегии             |
|             | Финляндия   | Отделение генерального консульства Финляндии | Улица Заводская, д.2 Октябрьский округ        | 68°58′08″ с. ш. 33°05′43″ в. д. | Отделение генерального консульства Финляндии |

## Находка
| Изображение | Государство | Вид дипломатического представительства                               | Адрес и район                         | Координаты                       | Официальный сайт             |
| ----------- | ----------- | -------------------------------------------------------------------- | ------------------------------------- | -------------------------------- | ---------------------------- |
|             | КНДР        | Генеральное консульство Корейской Народно-Демократической Республики | Улица Седова, 8 (Тихоокеанский район) | 42°48′41″ с. ш. 132°52′52″ в. д. | Генеральное консульство КНДР |

## Нижний Новгород
| Изображение         | Государство | Вид дипломатического представительства | Адрес и район                                             | Координаты                      | Официальный сайт                |
| ------------------- | ----------- | -------------------------------------- | --------------------------------------------------------- | ------------------------------- | ------------------------------- |
|                     | Абхазия     | Почётное консульство Абхазии           | Улица Минеева, д.29Б Автозаводский район                  | 56°13′22″ с. ш. 43°50′08″ в. д. | Почётное консульство Абхазии    |
|                     | Австрия     | Почётное консульство Австрии           | Улица Пискунова, д.29 Нижегородский район                 | 56°19′28″ с. ш. 44°00′36″ в. д. | Почётное консульство Австрии    |
|                     | Беларусь    | Отделение посольства Белоруссии        | Кремль, корп.2 Нижегородский район                        | 56°19′37″ с. ш. 44°00′05″ в. д. | Отделение посольства Белоруссии |
| Внешнее изображение | Венгрия     | Почётное консульство Венгрии           | Улица Горького, д.117 Советский район                     | 56°18′51″ с. ш. 44°00′10″ в. д. | Почётное консульство Венгрии    |
| Внешнее изображение | КНДР        | Почётное консульство КНДР              | Нижне-Волжская набережная, д.17/2 Нижегородский район     | 56°19′41″ с. ш. 43°59′06″ в. д. | Почётное консульство КНДР       |
|                     | Португалия  | Почётное консульство Португалии        | Улица Нестерова, д.9 Нижегородский район                  | 56°19′32″ с. ш. 44°00′57″ в. д. | —                               |
| Внешнее изображение | Словения    | Почётное консульство Словении          | Алексеевская улица, д.10/16, офис 604 Нижегородский район | 56°19′21″ с. ш. 44°00′22″ в. д. | —                               |
|                     | Швеция      | Почётное консульство Швеции            | Проспект Ленина, д.88 Автозаводский район                 | 56°14′56″ с. ш. 43°53′01″ в. д. | Почётное консульство Швеции     |
|                     | Франция     | Почётное консульство Франции           | Улица Минина, д.31А Нижегородский район                   | 56°19′27″ с. ш. 44°01′39″ в. д. | Почётное консульство Франции    |

## Новороссийск
| Изображение | Государство | Вид дипломатического представительства | Адрес и район                         | Координаты                      | Официальный сайт               |
| ----------- | ----------- | -------------------------------------- | ------------------------------------- | ------------------------------- | ------------------------------ |
|             | Греция      | Генеральное консульство Греции         | Улица Мира, д.13 Центральный район    | 44°43′23″ с. ш. 37°46′32″ в. д. | Генеральное консульство Греции |
|             | Турция      | Генеральное консульство Турции         | Улица Свободы, д.73 Центральный район | 44°42′56″ с. ш. 37°45′46″ в. д. | Генеральное консульство Турции |

## Новосибирск
| Изображение         | Государство | Вид дипломатического представительства | Адрес и район                                   | Координаты                      | Официальный сайт                    |
| ------------------- | ----------- | -------------------------------------- | ----------------------------------------------- | ------------------------------- | ----------------------------------- |
|                     | Беларусь    | Отделение посольства Белоруссии        | Улица Кирова, д.76 Октябрьский район            | 55°01′00″ с. ш. 82°56′32″ в. д. | Отделение посольства Белорусси      |
| Внешнее изображение | Германия    | Генеральное консульство Германии       | Красный проспект, д.28 Центральный район        | 55°01′30″ с. ш. 82°55′20″ в. д. | Генеральное консульство Германии    |
| Внешнее изображение | Испания     | Почётное консульство Испании           | Красный проспект, д.79/1 Заельцовский район     | 55°02′59″ с. ш. 82°54′45″ в. д. | Почётное консульство Испании        |
| Внешнее изображение | Кыргызстан  | Вице-консульство Киргизии              | Улица Крылова, д.64/1, корп.2 Центральный район | 55°02′30″ с. ш. 82°56′21″ в. д. | Вице-консульство Киргизии           |
|                     | Узбекистан  | Генеральное консульство Узбекистана    | Улица Ломоносова, д.55Б Центральный район       | 55°02′21″ с. ш. 82°56′10″ в. д. | Генеральное консульство Узбекистана |
|                     | Франция     | Почётное консульство Франции           | Красный проспект, д.69 Центральный район        | 55°02′40″ с. ш. 82°54′57″ в. д. | Почётное консульство Франции        |
| Внешнее изображение | Хорватия    | Почётное консульство Хорватии          | Нижегородская улица, д.4 Октябрьский район      | 55°01′02″ с. ш. 82°56′12″ в. д. | Почётное консульство Хорватии       |

## Омск
| Изображение | Государство | Вид дипломатического представительства | Адрес и район                                                   | Координаты                      | Официальный сайт                   |
| ----------- | ----------- | -------------------------------------- | --------------------------------------------------------------- | ------------------------------- | ---------------------------------- |
|             | Казахстан   | Генеральное консульство Казахстана     | Улица Чокана Валиханова, д.9 Центральный административный округ | 54°58′29″ с. ш. 73°22′43″ в. д. | Генеральное консульство Казахстана |

## Петрозаводск
| Изображение | Государство | Вид дипломатического представительства       | Адрес и район      | Координаты                      | Официальный сайт                             |
| ----------- | ----------- | -------------------------------------------- | ------------------ | ------------------------------- | -------------------------------------------- |
|             | Финляндия   | Отделение генерального консульства Финляндии | Улица Гоголя, д.25 | 61°46′51″ с. ш. 34°21′17″ в. д. | Отделение генерального консульства Финляндии |

## Псков
| Изображение | Государство                                 | Вид дипломатического представительства | Адрес и район                   | Координаты                                  | Официальный сайт   |
| ----------- | ------------------------------------------- | -------------------------------------- | ------------------------------- | ------------------------------------------- | ------------------ |
|             | Латвия                                      | Консульство Латвии                     | Народная улица, д.25 Завеличье  | 57°49′11″ с. ш. 28°18′27″ в. д.             | Консульство Латвии |
| Эстония     | Канцелярия генерального консульства Эстонии | Народная улица, д.25 Завеличье         | 57°49′11″ с. ш. 28°18′27″ в. д. | Канцелярия генерального консульства Эстонии |                    |

## Ростов-на-Дону
| Изображение         | Государство      | Вид дипломатического представительства | Адрес и район                                          | Координаты                      | Официальный сайт                      |
| ------------------- | ---------------- | -------------------------------------- | ------------------------------------------------------ | ------------------------------- | ------------------------------------- |
|                     | Армения          | Генеральное консульство Армении        | Улица 12-я линия, д.4 Пролетарский район               | 47°13′47″ с. ш. 39°45′22″ в. д. | Генеральное консульство Армении       |
|                     | Беларусь         | Отделение посольства Белоруссии        | Улица 14-я линия, д.74, кор.1 Пролетарский район       | 47°14′18″ с. ш. 39°45′10″ в. д. | Отделение посольства Белоруссии       |
| Внешнее изображение | Республика Корея | Почётное консульство Республики Корея  | Будённовский проспект, д.60, офис 702 Ленинский район  | 47°13′36″ с. ш. 39°42′18″ в. д. | Почётное консульство Республики Корея |
|                     | Румыния          | Генеральное консульство Румынии        | Улица 7-я линия, д.18/39 Пролетарский район            | 47°13′39″ с. ш. 39°45′18″ в. д. | Генеральное консульство Румынии       |
| Внешнее изображение | Словакия         | Почётное консульство Словакии          | Социалистическая улица, д.74, офис 807 Ленинский район | 47°13′10″ с. ш. 39°42′45″ в. д. | Почётное консульство Словакии         |
|                     | Франция          | Почетное консульство Франции           | Переулок Журавлёва, д.37 Кировский район               | 47°13′29″ с. ш. 39°44′02″ в. д. | —                                     |

## Самара
| Изображение | Государство | Вид дипломатического представительства | Адрес и район                               | Координаты                      | Официальный сайт            |
| ----------- | ----------- | -------------------------------------- | ------------------------------------------- | ------------------------------- | --------------------------- |
|             | Италия      | Почётное консульство Италии            | Улица Степана Разина, д.71А Самарский район | 53°11′19″ с. ш. 50°05′16″ в. д. | Почётное консульство Италии |

## Саратов
| Изображение | Государство | Вид дипломатического представительства                      | Адрес и район                   | Координаты | Официальный сайт              |
| ----------- | ----------- | ----------------------------------------------------------- | ------------------------------- | ---------- | ----------------------------- |
|             | Германия    | Почетный консул Федеративной республики Германия в Саратове | ул. Первомайская д. 74, офис 34 |            | Почетное консульство Германии |

## Смоленск
| Изображение | Государство | Вид дипломатического представительства | Адрес и район                       | Координаты                      | Официальный сайт                |
| ----------- | ----------- | -------------------------------------- | ----------------------------------- | ------------------------------- | ------------------------------- |
|             | Беларусь    | Отделение посольства Белоруссии        | Улица Бакунина, д.7 Ленинский район | 54°47′11″ с. ш. 32°02′23″ в. д. | Отделение посольства Белоруссии |
|             | Польша      | Консульское агентство Польши           | Улица Мира, д.1 Промышленный район  | 54°46′39″ с. ш. 32°03′26″ в. д. | Страница агентства              |

## Советск
| Изображение | Государство | Вид дипломатического представительства | Адрес и район   | Координаты                      | Официальный сайт  |
| ----------- | ----------- | -------------------------------------- | --------------- | ------------------------------- | ----------------- |
|             | Литва       | Консульство Литовской Республики       | Улица Искры, 22 | 55°04′42″ с. ш. 21°53′52″ в. д. | Консульство Литвы |

## Сочи
| Изображение         | Государство | Вид дипломатического представительства | Адрес и район                                   | Координаты                      | Официальный сайт            |
| ------------------- | ----------- | -------------------------------------- | ----------------------------------------------- | ------------------------------- | --------------------------- |
| Внешнее изображение | Армения     | Советник посольства Армении            | Курортный проспект, д.86 Хостинский район       | 43°34′00″ с. ш. 39°44′59″ в. д. | Консульская точка Армении   |
|                     | Италия      | Почётное консульство Италии            | Шоссейная улица, д.3А Хостинский район          | 43°31′10″ с. ш. 39°51′18″ в. д. | Почётное консульство Италии |
|                     | Молдова     | Почётное консульство Молдовы           | Улица Пирогова, д.34/1 Центральный район        | 43°36′23″ с. ш. 39°43′01″ в. д. | —                           |
|                     | Хорватия    | Почётное консульство Хорватии          | Улица Пирогова, д.10, стр. 12 Центральный район | 43°36′19″ с. ш. 39°42′56″ в. д. | —                           |

## Тюмень
| Изображение | Государство      | Вид дипломатического представительства | Адрес и район                                                 | Координаты | Официальный сайт                        |
| ----------- | ---------------- | -------------------------------------- | ------------------------------------------------------------- | ---------- | --------------------------------------- |
|             | Беларусь         | Почётное консульство Белоруссии        | улица Достоевского, д. 7 Калининский административный округ   |            |                                         |
|             | Республика Корея | Почётное консульство Республики Корея  | улица 25-го Октября, д. 25 Центральный административный округ |            | Почётное консульство Республики Корея — |

## Улан-Удэ
| Изображение | Государство | Вид дипломатического представительства | Адрес и район                          | Координаты                       | Официальный сайт                 |
| ----------- | ----------- | -------------------------------------- | -------------------------------------- | -------------------------------- | -------------------------------- |
|             | Монголия    | Генеральное консульство Монголии       | Профсоюзная улица, д.6 Советский район | 51°49′54″ с. ш. 107°34′56″ в. д. | Генеральное консульство Монголии |

## Уфа
| Изображение | Государство | Вид дипломатического представительства         | Адрес и район                         | Координаты                      | Официальный сайт                     |
| ----------- | ----------- | ---------------------------------------------- | ------------------------------------- | ------------------------------- | ------------------------------------ |
|             | Беларусь    | Отделение посольства Белоруссии                | Советская улица, 18 (Кировский район) | 54°43′20″ с. ш. 55°56′53″ в. д. | Отделение посольства Белоруссии      |
|             | Таджикистан | Генеральное консульство Республики Таджикистан | Улица Цюрупы, 149 (Советский район)   | 54°44′34″ с. ш. 55°57′38″ в. д. | Генеральное консульство Таджикистана |

## Хабаровск
| Изображение | Государство | Вид дипломатического представительства   | Адрес и район                              | Координаты                       | Официальный сайт                |
| ----------- | ----------- | ---------------------------------------- | ------------------------------------------ | -------------------------------- | ------------------------------- |
|             | Беларусь    | Отделение посольства Белоруссии          | Улица Запарина, д.65 Центральный район     | 48°28′32″ с. ш. 135°03′56″ в. д. | Отделение посольства Белоруссии |
|             | Китай       | Генеральное консульство Китая            | Стадион имени Ленина Кировский район       | 48°28′52″ с. ш. 135°02′40″ в. д. | Генеральное консульство Китая   |
|             | КНДР        | Канцелярия генерального консульства КНДР | Улица Дикопольцева, д.28 Центральный район | 48°29′03″ с. ш. 135°04′58″ в. д. | —                               |
|             | Япония      | Генеральное консульство Японии           | Улица Тургенева, д.46 Центральный район    | 48°28′07″ с. ш. 135°03′49″ в. д. | Генеральное консульство Японии  |

## Ханты-Мансийск
| Изображение | Государство | Вид дипломатического представительства | Адрес и район         | Координаты                      | Официальный сайт              |
| ----------- | ----------- | -------------------------------------- | --------------------- | ------------------------------- | ----------------------------- |
|             | Словакия    | Почётное консульство Словакии          | Улица Коминтерна, д.3 | 61°00′08″ с. ш. 69°00′58″ в. д. | Почётное консульство Словакии |
|             | Чехия       | Почётное консульство Чехии             | Улица Мира, д.38      | 61°00′22″ с. ш. 69°01′44″ в. д. | Почётное консульство Чехии    |

## Челябинск
| Изображение | Государство | Вид дипломатического представительства | Адрес и район                         | Координаты                      | Официальный сайт            |
| ----------- | ----------- | -------------------------------------- | ------------------------------------- | ------------------------------- | --------------------------- |
|             | Италия      | Почётное консульство Италии            | Улица Кирова, д.159 Центральный район | 55°09′52″ с. ш. 61°24′04″ в. д. | Почётное консульство Италии |

## Элиста
| Изображение | Государство | Вид дипломатического представительства | Адрес и район           | Координаты                      | Официальный сайт               |
| ----------- | ----------- | -------------------------------------- | ----------------------- | ------------------------------- | ------------------------------ |
|             | Монголия    | Консульское агентство Монголии         | Сити-Чесс коттедж 4.2.2 | 46°17′49″ с. ш. 44°17′50″ в. д. | Консульское агентство Монголии |

## Южно-Сахалинск
| Изображение | Государство      | Вид дипломатического представительства   | Адрес и район        | Координаты                       | Официальный сайт                         |
| ----------- | ---------------- | ---------------------------------------- | -------------------- | -------------------------------- | ---------------------------------------- |
|             | Республика Корея | Генеральное консульство Республики Корея | Улица Ленина, д.283Б | 46°57′03″ с. ш. 142°43′56″ в. д. | Генеральное консульство Республики Корея |
|             | Нидерланды       | Консульство Нидерландов                  | Улица Чехова, д.78   | 46°57′04″ с. ш. 142°44′07″ в. д. | Консульство Нидерландов                  |
|             | Япония           | Генеральное консульство Японии           | Улица Ленина, д.234  | 46°57′20″ с. ш. 142°43′46″ в. д. | Генеральное консульство Японии           |

## Представительства за границами РФ
В данном разделе перечислены дипломатические представительства иностранных государств, находящиеся в других странах, чья юрисдикция распространяется также и на территорию Российской Федерации.
| Изображение | Государство | Вид дипломатического представительства | Глава и дата вступления в должность                     | Город и адрес                                     | Координаты                       | Официальный сайт                        |
| ----------- | ----------- | -------------------------------------- | ------------------------------------------------------- | ------------------------------------------------- | -------------------------------- | --------------------------------------- |
|             | Ботсвана    | Посольство Ботсваны                    | Ламек Нтекела 16 января 2014                            | Tyrgatan 11 Стокгольм Швеция                      | 59°20′46″ с. ш. 18°04′00″ в. д.  | Посольство Ботсваны на сайте МИД Швеции |
|             | Гайана      | Высший комиссариат Гайаны              | Фредерик Хэмли Кейс 11 октября 2018                     | 3 Palace Court Лондон Великобритания              | 51°30′36″ с. ш. 00°11′30″ з. д.  | Высший комиссариат Антигуа и Барбуды    |
|             | Лесото      | Посольство Лесото                      | Ретселиситсо Кэлвин Масеньетсе 11 октября 2018          | Kurfürstenstraße 84 Берлин Германия               | 52°30′16″ с. ш. 13°20′39″ в. д.  | Посольство Лесото                       |
|             | Малави      | Посольство Малави                      | Майкл Барт Камфамбе Нкома 3 октября 2017                | Westfälische Straße 86 Берлин Германия            | 52°29′31″ с. ш. 13°18′29″ в. д.  | Посольство Малави (недоступная ссылка)  |
|             | Монако      | Посольство Монако                      | Мирей Питтити 28 мая 2015                               | Place de la Visitation Монако                     | 46°12′04″ с. ш. 6°08′21″ в. д.   | Посольство Монако                       |
|             | Палау       | Посольство Палау                       | Фрэнсис Мариур Мацутаро 11 октября 2018                 | 2 Chome-21-11 Higashiazabu Minato-ku Токио Япония | 35°39′23″ с. ш. 139°44′28″ в. д. | —                                       |
|             | Самоа       | Посольство Самоа                       | Фаалаваау Перина Жаклин Сила-Туалаулелеи 20 апреля 2016 | 2-7-4 Irifune, Chuo-ku Токио Япония               | 35°40′19″ с. ш. 139°46′41″ в. д. | —                                       |
|             | Сан-Марино  | Посольство Сан-Марино                  | Марчелло Беккари 11 октября 2018                        | Boulevard Saint-Georges, 72 Женева Швейцария      | 48°11′44″ с. ш. 16°22′33″ в. д.  | —                                       |
|             | Того        | Посольство Того                        | Коми Байедзе Даго 11 октября 2018                       | Grabbeallee 43 Берлин Германия                    | 52°34′31″ с. ш. 13°23′50″ в. д.  | —                                       |
|             | Фиджи       | Посольство Фиджи                       | Исикели Улунаираи Матайтога 5 февраля 2010              | 2-3-5 Azabudai Minato-Ku Токио Япония             | 35°39′33″ с. ш. 139°44′33″ в. д. | Посольство Фиджи                        |

## Ныне не существующие представительства
- Брянск
  -  Белоруссия (отделение посольства)
  -  Украина (почётное консульство)
- Выборг
  -  Финляндия (почётное консульство)
- Екатеринбург
  -  Грузия (генеральное консульство)
  -  Украина (генеральное консульство)
- Магнитогорск
  -  Люксембург (почётное консульство)
- Махачкала
  -  Азербайджан (почётное консульство)
- Москва
  -  Ботсвана (посольство)
  -  Буркина-Фасо (посольство)
  -  Гайана (посольство)
  -  ГДР (посольство)
  -  Грузия (посольство)
  -  Кабо-Верде (посольство)
  -  Либерия (посольство)
  -  Лихтенштейн (посольство)
  -  Нигер (посольство)
  -  Того (посольство)
  -  Украина (посольство)
  -  Чехословакия (посольство)
  -  Ямайка (посольство)
- Новосибирск
  -  Грузия (генеральное консульство)
  -  Украина (генеральное консульство)
- Новый Уренгой
  -  Италия (почётное консульство)
- Ростов-на-Дону
  -  Грузия (генеральное консульство)
  -  Украина (генеральное консульство)
- Самара
  -  Кипр (генеральное консульство)
  -  Словения (генеральное консульство)
- Санкт-Петербург
  -  Бельгия (генеральное консульство)
  -  Великобритания (генеральное консульство)
  -  Грузия (генеральное консульство)
  -  Латвия (генеральное консульство)
  -  Литва (генеральное консульство)
  -  Люксембург (генеральное консульство)
  -  Монако (генеральное консульство)
  -  Нидерланды (генеральное консульство)
  -  Перу (генеральное консульство)
  -  Сенегал (генеральное консульство)
  -  США (генеральное консульство)
  -  Украина (генеральное консульство)
  -  Чехия (генеральное консульство)
  -  Эстония (генеральное консульство)
- Ставрополь
  -  Армения (почётное консульство)
- Тюмень
  -  Казахстан (почётное консульство)
  -  Украина (генеральное консульство)
- Уфа
  -  Киргизия (вице-консульство)
  -  Турция (почётное консульство)
- Хабаровск
  -  Польша (консульское агентство)
  -  Грузия (генеральное консульство)
- Череповец
  -  Люксембург (почётное консульство)